# Клінгенбах
Клінгенбах (нім. Klingenbach) — політична громада в політичному окрузі Айзенштадт-Умгебунг федеральної землі Бургенланд, в Австрії.
Клінгенбах лежить на висоті  231 м над рівнем моря і займає площу  4,82 км². Громада налічує 1172 мешканців. 
Густота населення 243/км².  
|                                     |
| Клінгенбах на мапі округу та землі. |

 Адреса управління громади: Grünberggasse 1, 7013 Klingenbach. 

## Демографія
Історична динаміка населення міста за даними сайту Statistik Austria

## Виноски
1. ↑  Dauersiedlungsraum der Gemeinden Politischen Bezirke und Bundesländer - Gebietsstand 1.1.2018 — Статистичне управління Австрії.
2. ↑  www.klingenbach.info. Архів оригіналу за 6 серпня 2013. Процитовано 29 жовтня 2013.
3. ↑  Gemeindedaten von Klingenbach. Архів оригіналу за 29 вересня 2007. Процитовано 29 жовтня 2013.

| Австрія | Це незавершена стаття з географії Австрії. Ви можете допомогти проєкту, виправивши або дописавши її. |